# Шеремет, Александр Степанович
Александр Степанович Шеремет (19 августа 1898 года, Нежин — 27 марта 1985, Ворошиловград) — советский архитектор-художник, главный архитектор Ворошиловграда с 1937 по 1969 год.

## Биография
Родился 19 августа 1898 года в городе Нежин. В 1929 году окончил Киевский художественный институт (архитектурный факультет).
С 1937 по 1969 год работает главным архитектором города Ворошиловград.
Скончался 27 марта 1985 года.

## Проекты
Автор (и соавтор) более 40 различных зданий. Среди них:
- Жилой дом по ул. Свердлова (1935 г.)[1]
- Вход в парк им. 1 Мая[1]
- Горно-коммерческий клуб (ныне Областной Дворец культуры) (1930 г.)[1]
- Проект стадиона «Динамо» для Харькова (в соавторстве с Н. Д. Манучаровой; 1931 г.)
- Проект кинотеатра «Красный маяк» и ресторан по ул. Пушкинской (не реализованы; 1934 г.)
- Пожарное депо на Красной площади (1935 г.)
- Парк культуры и отдыха им. М. Горького — 30 га. (1936)[1]
- Памятник Борцам революции (1937 г.)[1] (Признан памятником архитектуры)
- Жилой дом завода им. В. Ленина (1938) (Признан памятником архитектуры)
- Сквер возле Памятника Борцам революции (1940 г.; был перестроен другим автором в 1978 г.)[1]
- Главпочтамт (реконструкция) по ул. Почтовая, 22 (конец 1940-х гг).
- Луганский областной драматический театр (ныне Областной Дворец культуры железнодорожников) по ул. Пушкина, 2 (1949; напротив гостиницы Украина арх. И. Каракиса, открытой в то же время и место для которой выбрал лично А. Шеремет[2])
- Вторая очередь дома на Красной площади, 2 (1952 г.)
- Кинотеатр «Молодая гвардия»
- Парк Культуры и отдыха им. Горького (Признан памятником архитектуры)

## Увековечение памяти
- В 1999 году Луганский городской Совет принял решение назвать улицу в честь архитектора Александра Шеремета[3].
- В сентябре 2018 года Почта Луганской Народной Республики выпустила марку в честь 120-летия со дня рождения А.Шеремета[4].
- Луганский архитектурно-строительный колледж имени архитектора А.С.Шеремета